# Château de Sainte-Mère
Le château de Sainte-Mère est un château de type « gascon », édifié dans la deuxième moitié du XIIIe siècle (probablement vers 1277) dans la commune de Sainte-Mère (Gers), à 10 km au nord de Lectoure.

## Description

Plan du château.

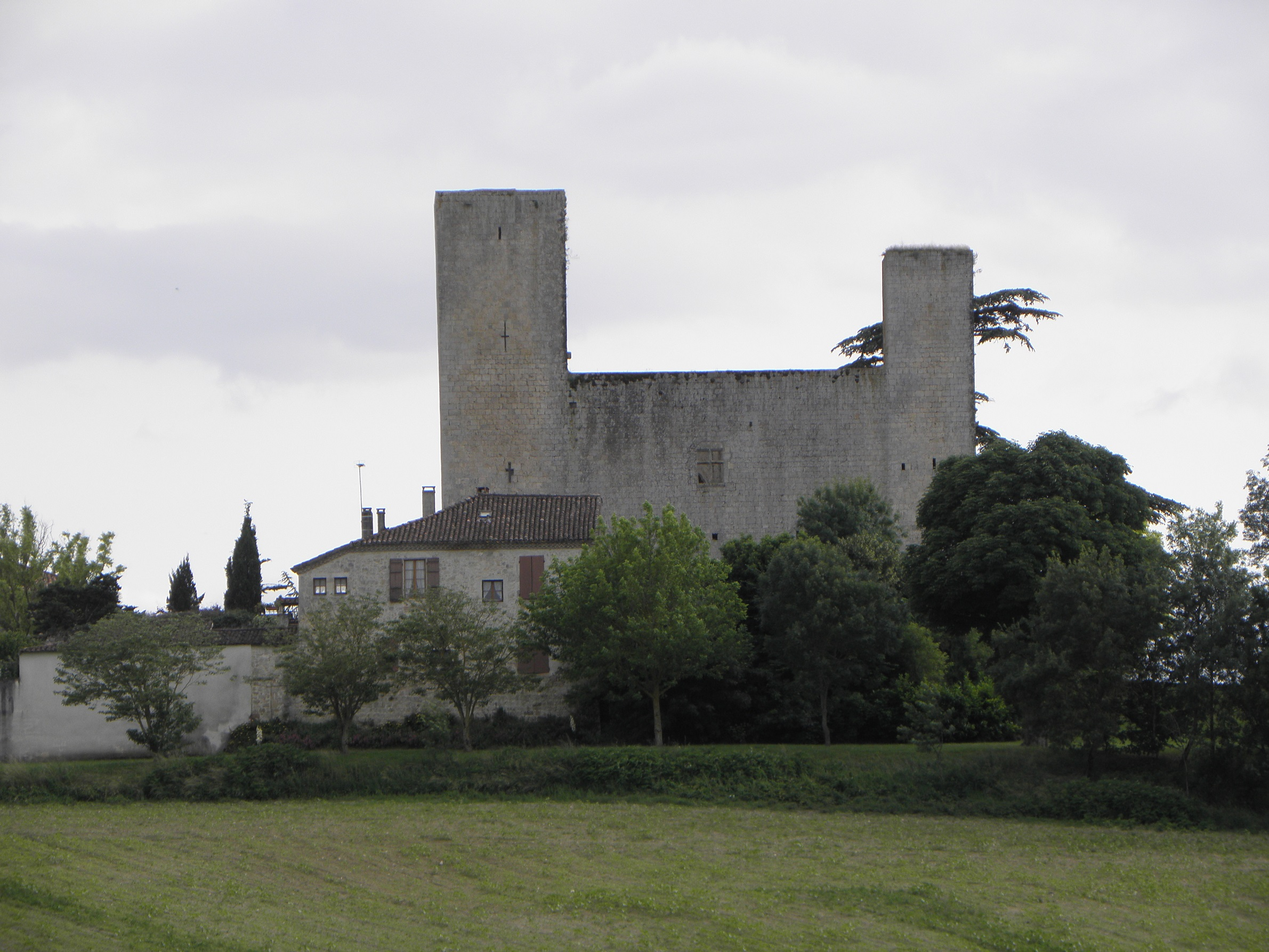
L'édifice en 2013.

Le château, bien qu’en ruine (il n’a plus ni couverture ni étages intérieurs) est apparemment assez bien conservé dans sa maçonnerie, ayant subi peu de remaniements postérieurement à sa construction. En venant du nord, sa silhouette se détache au sommet de la butte du village de Sainte-Mère. 
Il offre toutes les caractéristiques du château gascon : faible surface au sol, construction quadrangulaire en hauteur, deux tours de plan à peu près carré aux angles (ici ce ne sont pas, comme ailleurs, les angles opposés, mais les deux tours qui se trouvent alignées sur le mur nord), rez-de-chaussée aveugle. L’accès se faisait par un escalier ou une échelle mobile au premier étage. Le corps central, mesurant 18 m sur 11 m, pour une hauteur actuelle de 15 m, était à trois niveaux, le rez-de-chaussée servant de réserve et éventuellement de logis pour la garnison, les étages supérieurs, d’un seul tenant (sans murs de refend en maçonnerie), étant les étages à usage d’habitation. La tour est, la plus grande, mesure 5,5 m de côté et 26 m de haut. Un escalier à vis maçonné permettait d’en atteindre le sommet. La tour ouest mesure 3 m sur 2 et est haute de 20 m. Il y avait peu d’ouvertures, hormis d’étroites archères cruciformes et quelques meurtrières. La seule modification fut l’ouverture d’une fenêtre à meneaux, au XVe siècle. L’étage résidentiel est équipé d’éviers, placards, cheminées. 
Le château, bâti en appareil soigné, n’a pas de fonctions défensives à proprement parler, pas de défenses extérieures, ni fossé, ni glacis, ni enceinte, pas de bretèches. Les deux tours au nu de la façade n’assurent pas un rôle de flanquement. D’ailleurs la taille exiguë du château ne lui permettait pas de loger une garnison suffisante pour soutenir un siège ni mener des actions militaires. Le couronnement disparu ne permet pas de savoir s’il était crénelé ou muni de mâchicoulis. La présence de boulins et de corbeaux peut laisser penser à la présence de hourds en bois et peut-être d’un chemin de ronde. Toutefois, le village lui-même devait posséder une enceinte constituée d’un simple mur et d’une tour-porche, devenue le clocher de l’église. Une demeure du XVIIIe siècle jouxte le château.

## Histoire
Le château fut construit vers 1277 par l’évêque de Lectoure Géraud II de Montlezun (1268-vers 1295). On doit à cet évêque la majeure partie de la cathédrale de Lectoure et en particulier la couverture de la nef en croisées d’ogives (détruite au cours des guerres de religion).
On a longtemps considéré que ce « château gascon » faisait partie d’une ligne de défense entre les possessions françaises et anglaises, selon la thèse défendue par l’érudit Philippe Lauzun au XIXe siècle. Cette hypothèse qu’on trouve toujours fréquemment mise en avant, mais qu’aucun fait de guerre connu ne permet d’étayer, a été combattue dans les années 1970 par l’historien Jacques Gardelles et n’est plus considérée aujourd’hui comme valable. Tout au plus pouvait-il servir de poste de guet, en contact visuel avec son voisin le château de Rouillac à Gimbrède (la légende locale prétendait qu’un souterrain reliait les deux châteaux). 
Le château a uniquement servi de résidence aux évêques de Lectoure, depuis le constructeur, Géraud de Montlezun, jusqu’au dernier, Emmanuel-Louis de Cugnac, à la Révolution.
Selon Gilles Séraphin, le château aurait été incendié vers 1600.
Vendu comme bien national à la Révolution, il fut dépouillé de son intérieur mais la construction en elle-même subsista sans trop de dégâts, hormis des brèches pratiquées dans les murs pour en récupérer des pierres. Le site fut classé en 1943, et le château fut classé monument historique en 1977.